# Bugiallo
Bugiallo (Bügiàl in dialetto comasco) è una frazione del comune di Sorico, in provincia di Como.
Si tratta di un piccolo borgo situato ad una quota media di 620 m s.l.m., tappa obbligata per chi ascende al monte Berlinghera.
Sino al 1928 era comune autonomo, inglobato successivamente da Sorico che ne è capoluogo con Regio Decreto 18-III-1928.
Il borgo è circondato da castagneti secolari e conserva nel suo modesto tessuto urbano e nei suoi antichi edifici elementi architettonici tipici della passata attività agricola.
Vi si trova una chiesa settecentesca dedicata a San Giovanni Battista e un piccolo oratorio detto di San Gaetano da Thiene.
Ogni anno al primo di marzo si svolge un rito chiamato Marziroo.

## Galleria d'immagini

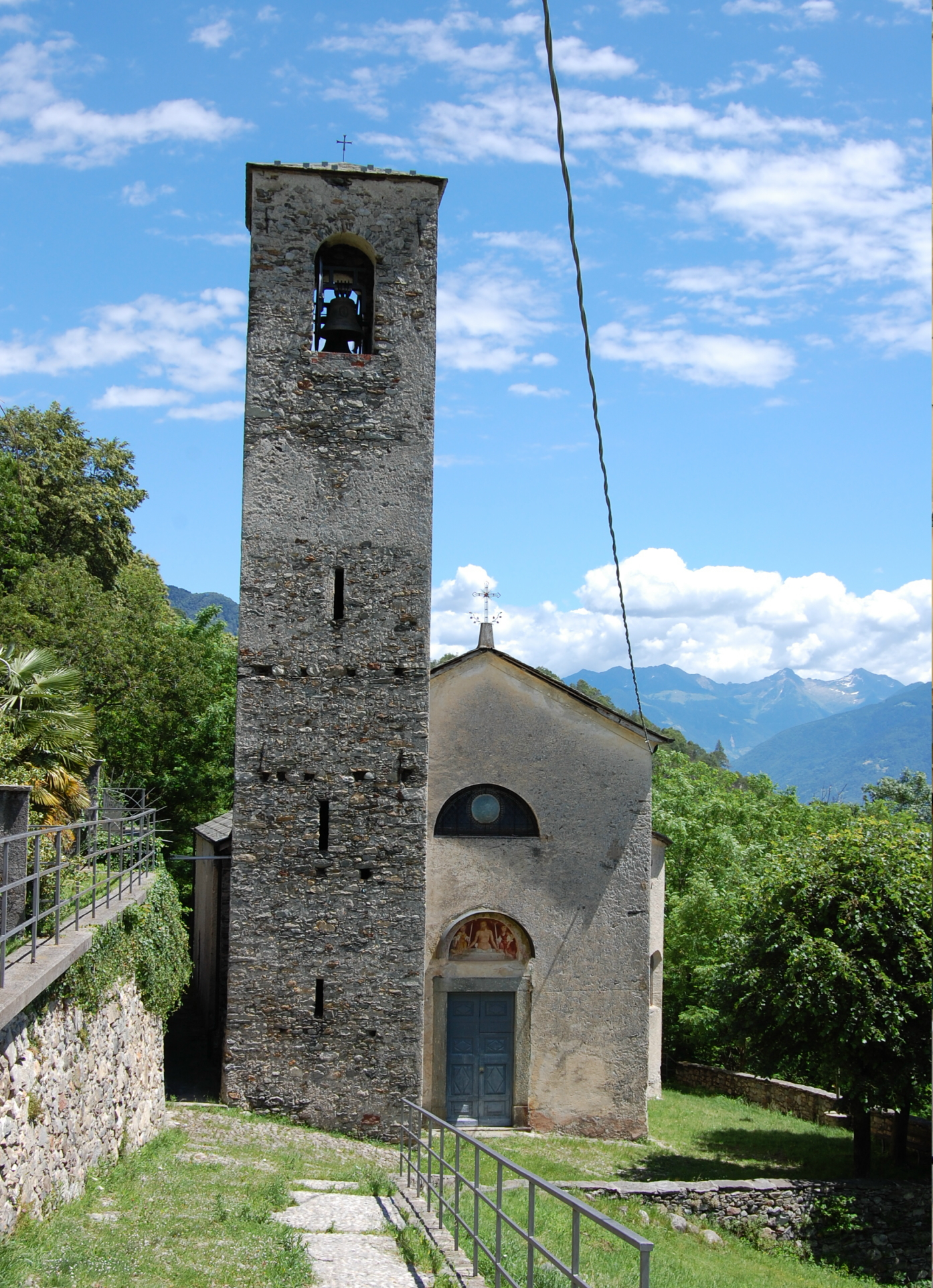
La Chiesa di San Giovanni Battista.
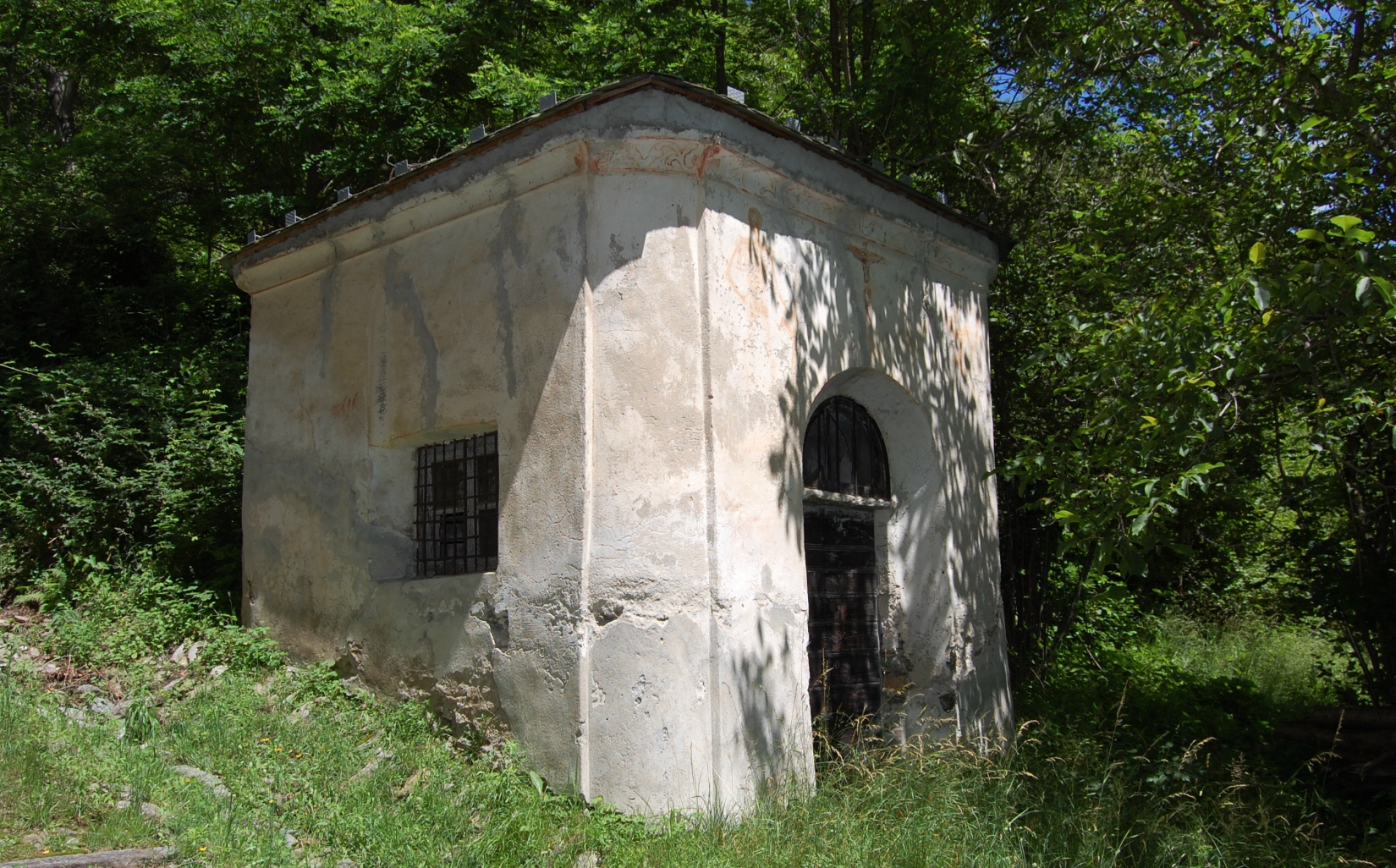
L'ossario della chiesa con l'allegoria della morte affrescata in facciata.
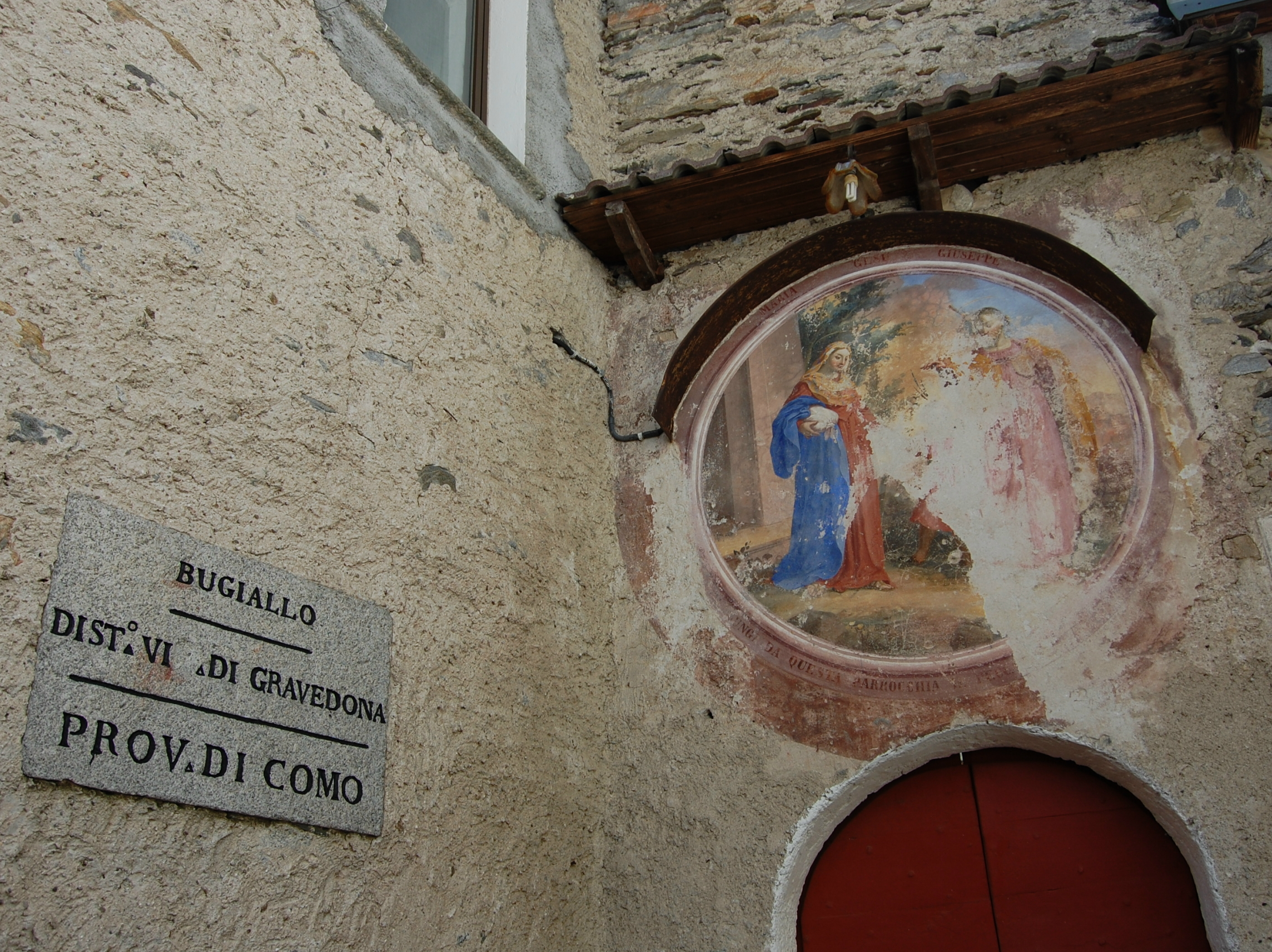
Particolare sulla facciata della ex canonica.
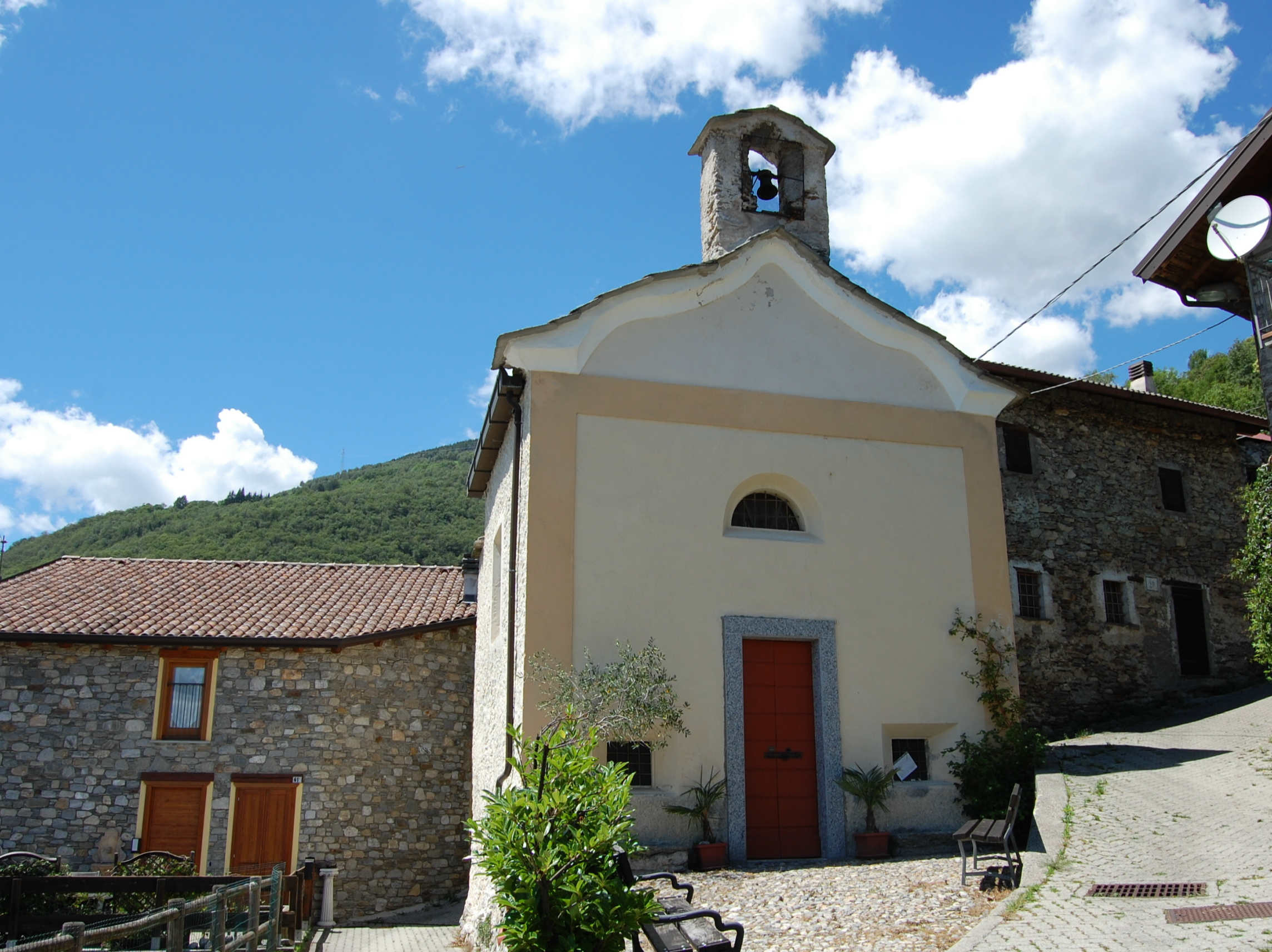
L'Oratorio di San Gaetano.